# Japalura luei
Japalura luei là một loài thằn lằn trong họ Agamidae. Loài này được Ota, Chen & Shang miêu tả khoa học đầu tiên năm 1998.